# Дионисий Младши
Дионисий Младши или Дионисий II (на гръцки: Διονύσιος; 397 – 337 пр.н.е.) е древногръцки тиран управлявал Сиракуза от 367 до 357 пр.н.е. и от 345 до 344 пр.н.е.

## Произход и управление
Той е син на Дионисий I Стари. Когато баща му умира през 367 пр.н.е. Дионисий започва управлението си под надзора и ръководството на чичо си – философът Дион. Дион не одобрява прекалено разпуснатия начин на живот на племенника си и вика своя учител Платон да посети Сиракуза. Двамата заедно се опитват да преструктурират управлението към по-умерено, а от Дионисий да изградят образа на философ-цар.
Разгневен от опитите за реформи на философите, Дионсий заговорничи с историка Филист (на латински: Philistus; на старогръцки: Φίλιστος) и изгонва чичо си от Сиракуза, като взима пълната власт през 366 пр.н.е. Без наставленията на Дион, Дионисий става все по-непопулярен, главно заради некомпетентното си управление и неумението си да командва армията. Когато Платон апелира за връщането на Дион, разгневеният управник присвоява собствеността на чичо си и дори дава съпругата му на друг човек. Тези имоти служат за финансиране на спокойния и комфортен живот на Дион в Атина и след като са присвоени от Дионисий, Дион няма друг избор освен да действа.
Дион събира малка армия в Закинтос и се връща в Сицилия през 357 пр.н.е. за радост на жителите на Сиракуза. Тъй като Дионисий се намира в Каулония, Италия, по това време, Дион лесно превзема цяла Сиракуза с изключение на цитаделата ѝ. Дионисий бързо се връща в града и опитва атака от цитаделата, както и преговори за мир. След като няма успех и при двете, той отплава към Локри, като оставя цитаделата под командването на сина си Аполократ (Apollocrates).
В изгнание, Дионисий се възползва от приятелски настроените граждани на Локри и става тиран на града, като започва да третира жителите изключително жестоко. Той не се завръща в Сиракуза до 346 пр.н.е. – осем години след като Дион е убит от офицерите си. Скоро след като отпътува от Локри, местните жители вдигат бунт и изгонват останалите войници от града, като убиват съпругата и дъщерите на бившия тиран. Заради политическата нестабилност в Сиракуза, Дионисий съумява да си върне властта, въпреки че все още е изключително непопулярен сред местните. В предходните няколко години много от градовете в Сицилия са се отделили от Сиракуза и се управляват от локални тирани. Няколко от тези градове се присъединяват към гражданите на Сиракуза и нападат Дионисий, като го принуждават да търси убежище в цитаделата. По това време 344 пр.н.е. пристига Тимолеон и започва своята инвазия в Сицилия. Дионисий вижда, че няма никакъв шанс за победа и предава цитаделата на Тимолеон – в замяна на безопасно преминаване към Коринт, Гърция.
През следващите години Дионисий живее в Коринт, където умира в пълна нищета през 337 пр.н.е.